# Zlíchovský hřbitov
Zlíchovský hřbitov (též hřbitov Na Zlíchově či Starý hřbitov Hlubočepy) je zrušený hřbitov nacházející se kolem kostela svatého Filipa a Jakuba v pražské čtvrti Zlíchov na východě pražské městské části a obvodu Praha 5.

## Historie a popis

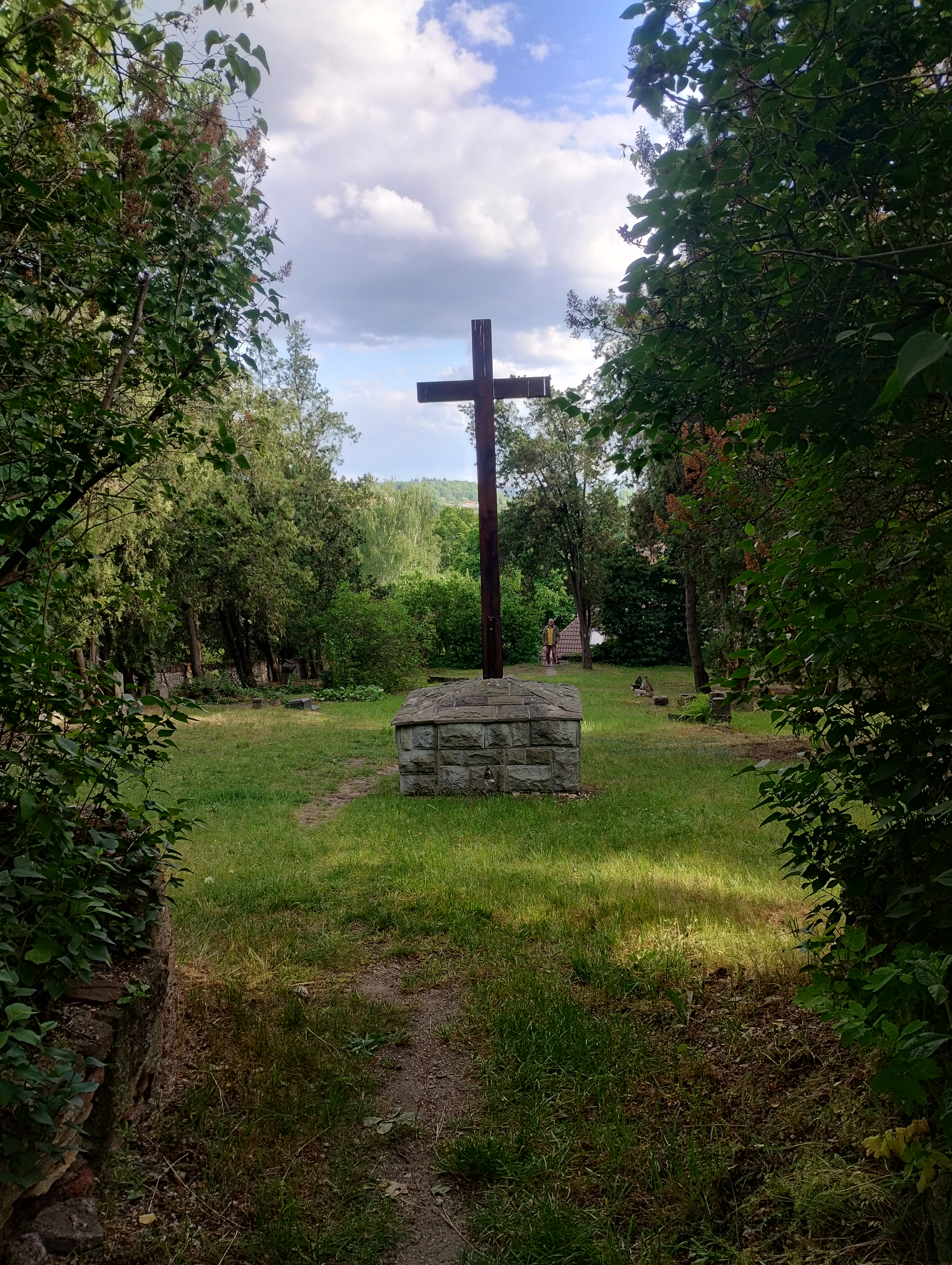
Pohled na spodní část s křížem od průchodu v rozdělovací zdi

Hřbitov obklopuje kostel svatého Filipa a Jakuba, původně románskou stavbu ze 13. století barokně přestavenou roku 1713. Pohřbívalo se na něm do roku 1896, v roce 1897 byl zřízen Hlubočepský hřbitov na Žvahově, kam byly některé náhrobky a ostatky přeneseny. Opuštěné náhrobky na Zlíchovském hřbitově byly po roce 1993 zdevastovány, do dnešních dnů se dochovala jen některá torza náhrobků, často s nečitelnými nápisy.
Celý areál hřbitova s kostelem je ohrazen obvodovou zdí a vchází se do něj brankou. Hřbitov se skládá ze dvou oddělených částí. Z menší části za kostelem vede průchod do větší části, která se svažuje jižním směrem k faře. Uprostřed cesty se dosud zachoval železný kříž na zděném podstavci.

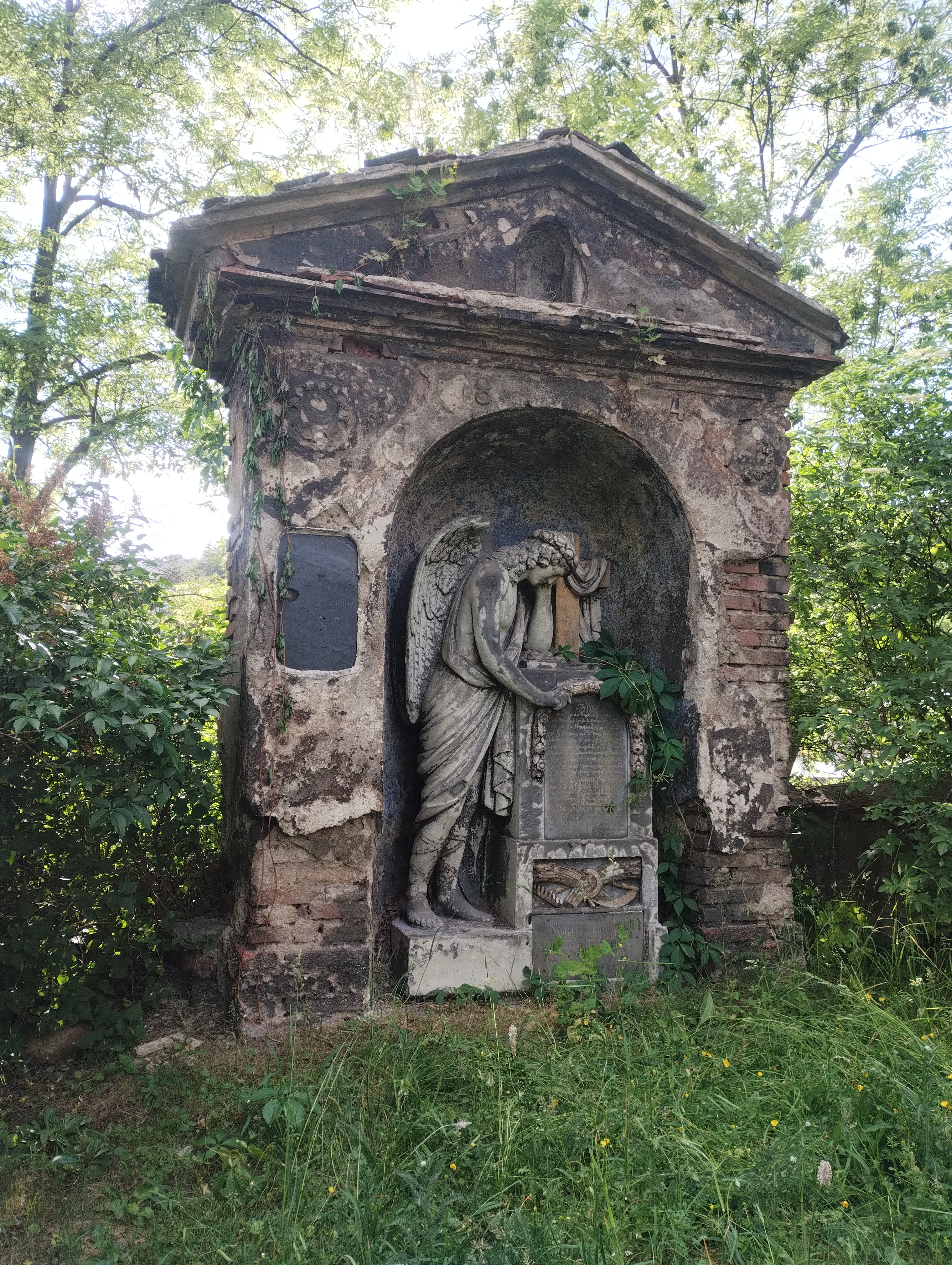
Dochovaný náhrobek Turečkowských

Jeden z nejvýraznějších dochovaných náhrobků se nachází u zdi po pravé straně od vchodu do areálu. Je na něm znázorněna truchlící postava ve výklenku a nese nápis nejprve v češtině a poté i v němčině: „Zde pohřben gest Jan syn Jana a Magdaleny manželů Turečkowských, držitelů živnostech Nu 3ho 4ho 5ho 14ho w Slychowě, zemřel roku 1834 dne 9. Února, v 18tym roce swého wěku. Gako růže wadne, wěk geho dossel w mladosti, Genž co lilium stkwaucý kwětl w swé nevinosti, Swolal Pán mládence sobě y rodičům milého, By w nebi na wěky u trůnu wždy chwálil geho, Neb čisté pany a panicy gegj Beránku S anděli za swé orodugj w nebeském stánku.“ Dole na hrobě je další nápis: „V tomto chladném hrobě odpočívá Majdalena Turečková, usedlá sousedka Zlýchovská, zemřela dne 28. srpna 1854 v roce 65. stáří.“ Vlevo je tabulka s dalším nápisem: „Rodina Turečkova. Jan Tureček zemřel na Zlýchově 3. února 1867 stár 72 roků. Dítky jeho Jaroslav, Antonie, Jan.“
Na hřbitově byla původně pohřbena Marie Hašlerová († 1890), matka písničkáře Karla Hašlera (zemřel v koncentračním táboře Mauthausen, na blízkém rodném domě v ulici Na Zlíchově je umístěna pamětní deska). Později byly její ostatky přeneseny na hlubočepský hřbitov do hrobu manžela a dcery. V dolní části hřbitova byl například pohřben šlechtic Karl Edler von Wersin (1803–1880), císařský rada a profesor německé polytechniky, a členové jeho rodiny. Na hřbitově spočívá i děd průmyslníka Maxe Hergeta, matematik a inženýr Franz Anton Leonard Herget (1741–1800), který založil Hergetovu cihelnu na Malé Straně a vytvořil tzv. Hergetův plán Prahy.
Hřbitov je přístupný v době konání bohoslužeb. Veřejnosti se kostel se hřbitovem otevírají také během Noci kostelů.

## Galerie

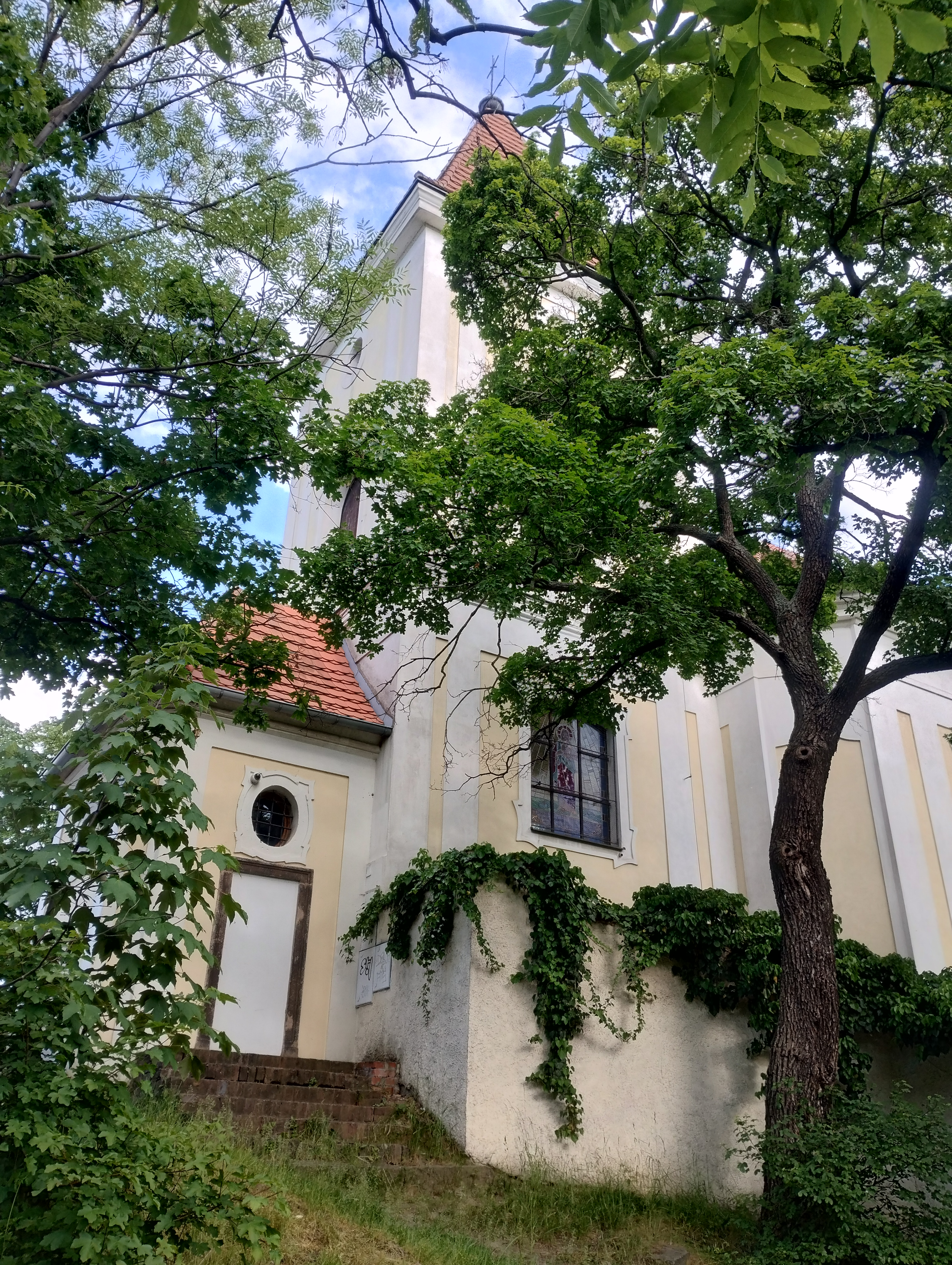
Kostel svatého Filipa a Jakuba
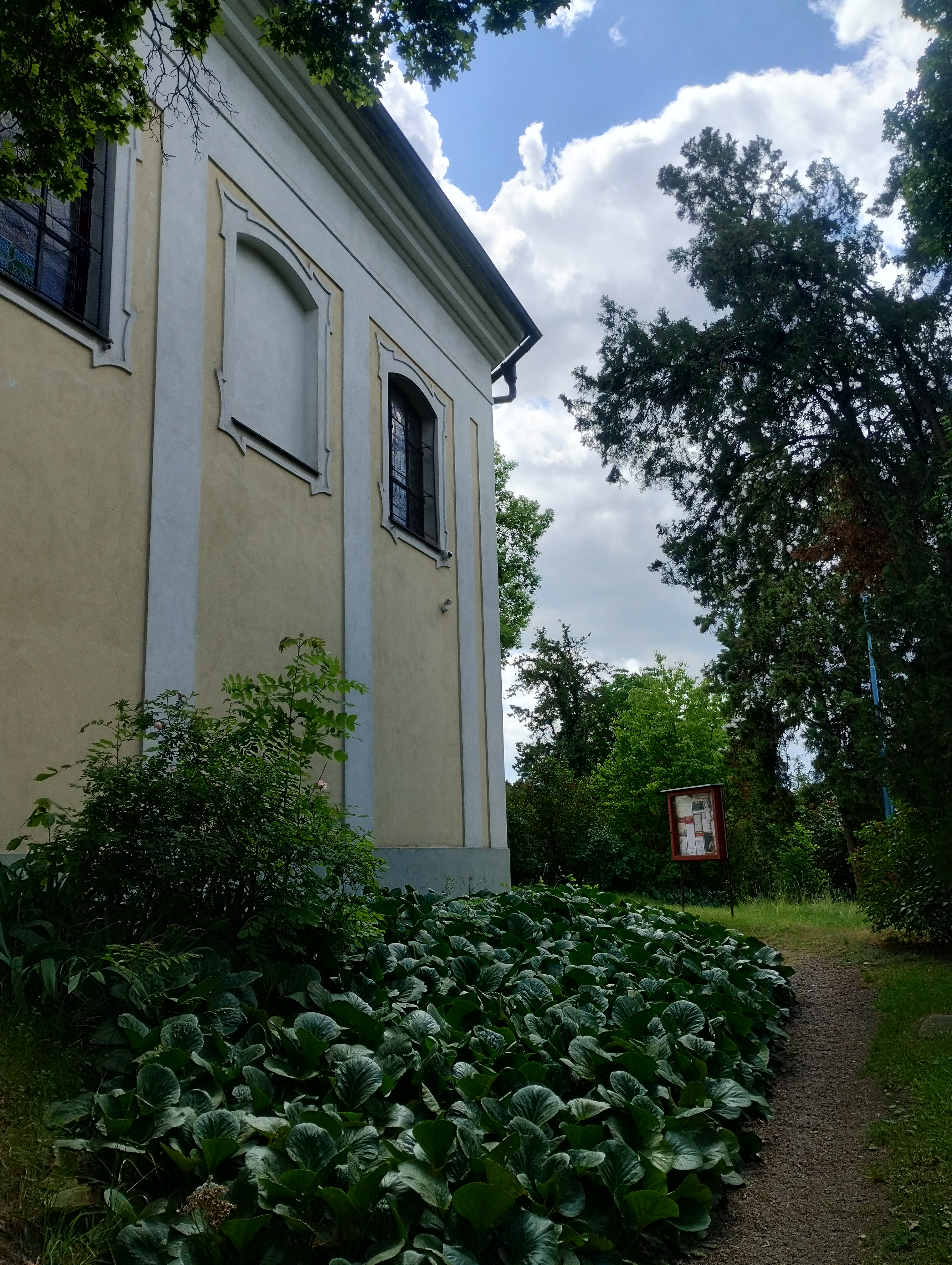
Pohled na kostel a hřbitov od vstupní branky do areálu
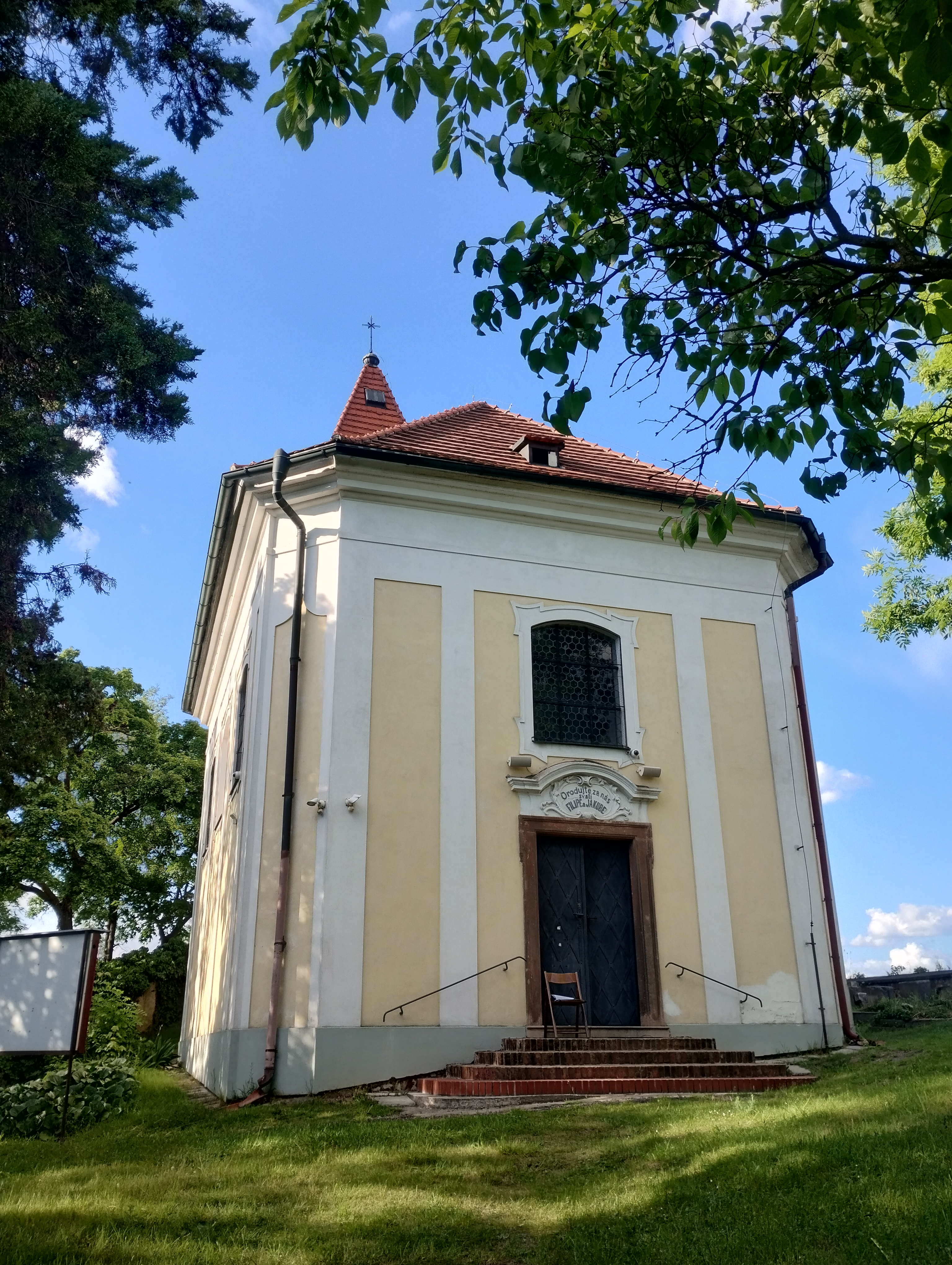
Kostel z pohledu od hřbitova
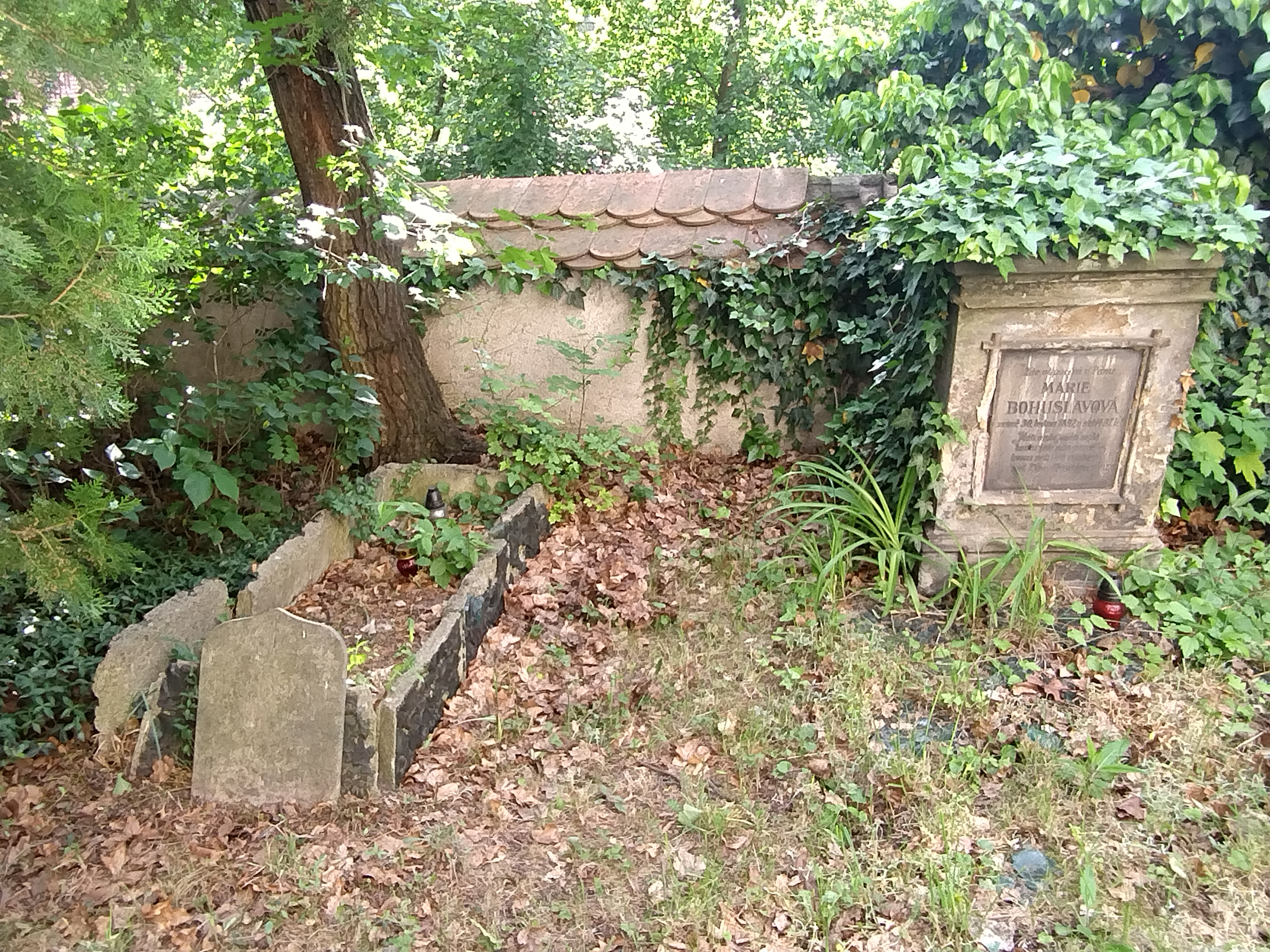
Náhrobky u kostela u vstupu na hřbitov
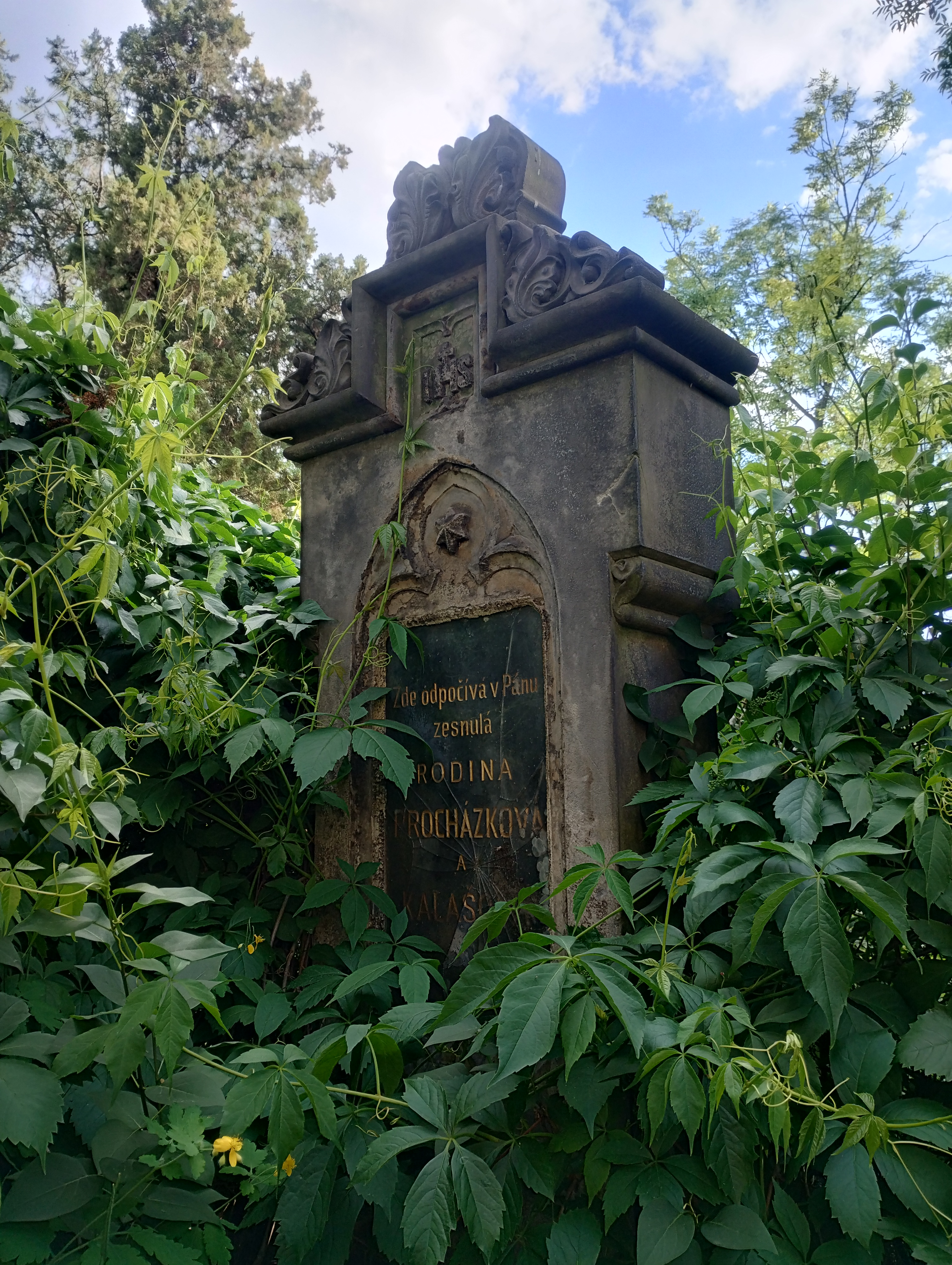
Náhrobek u zdi zarůstající vegetací
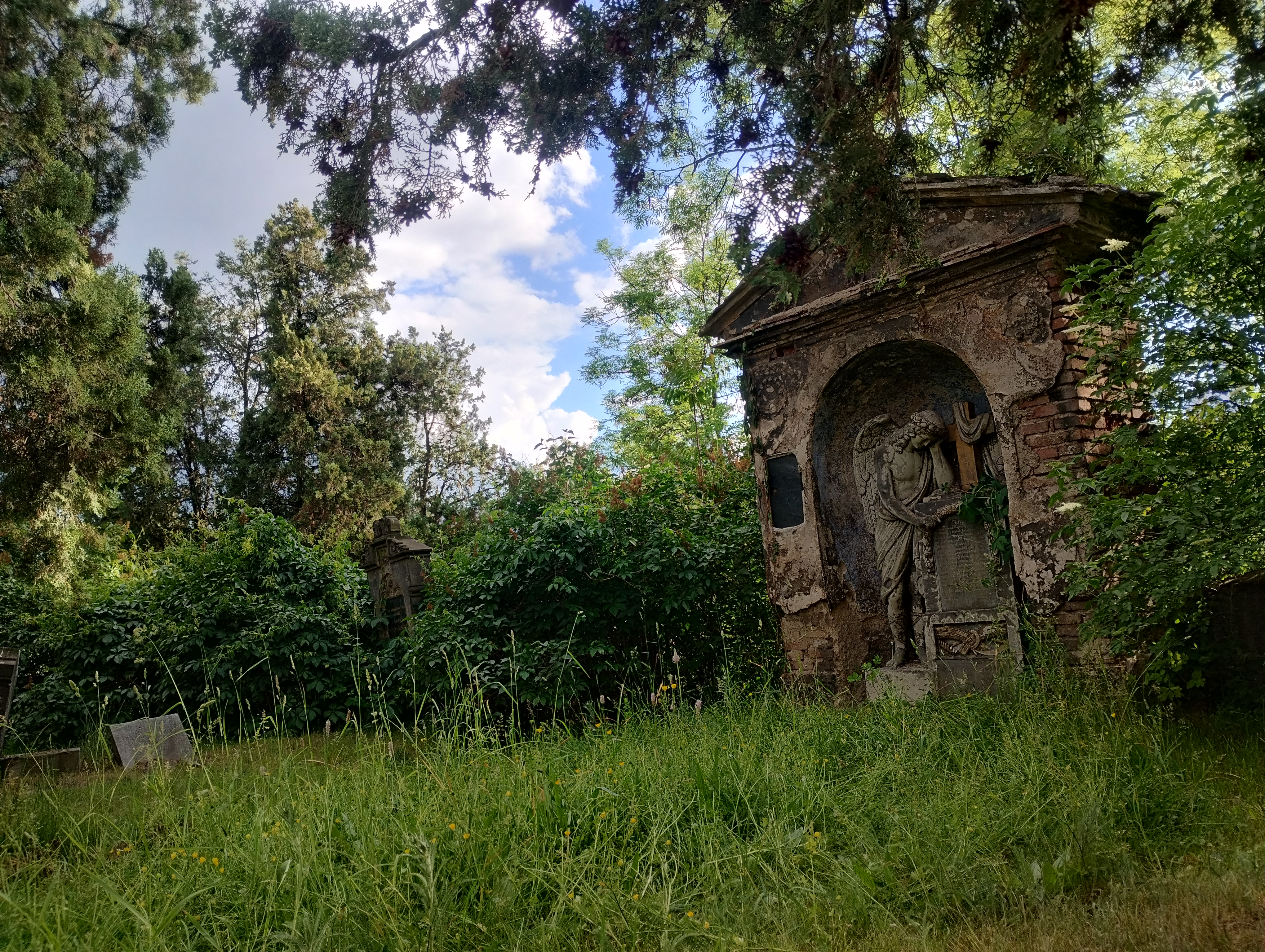
Náhrobek Turečkowských dominuje této části hřbitova
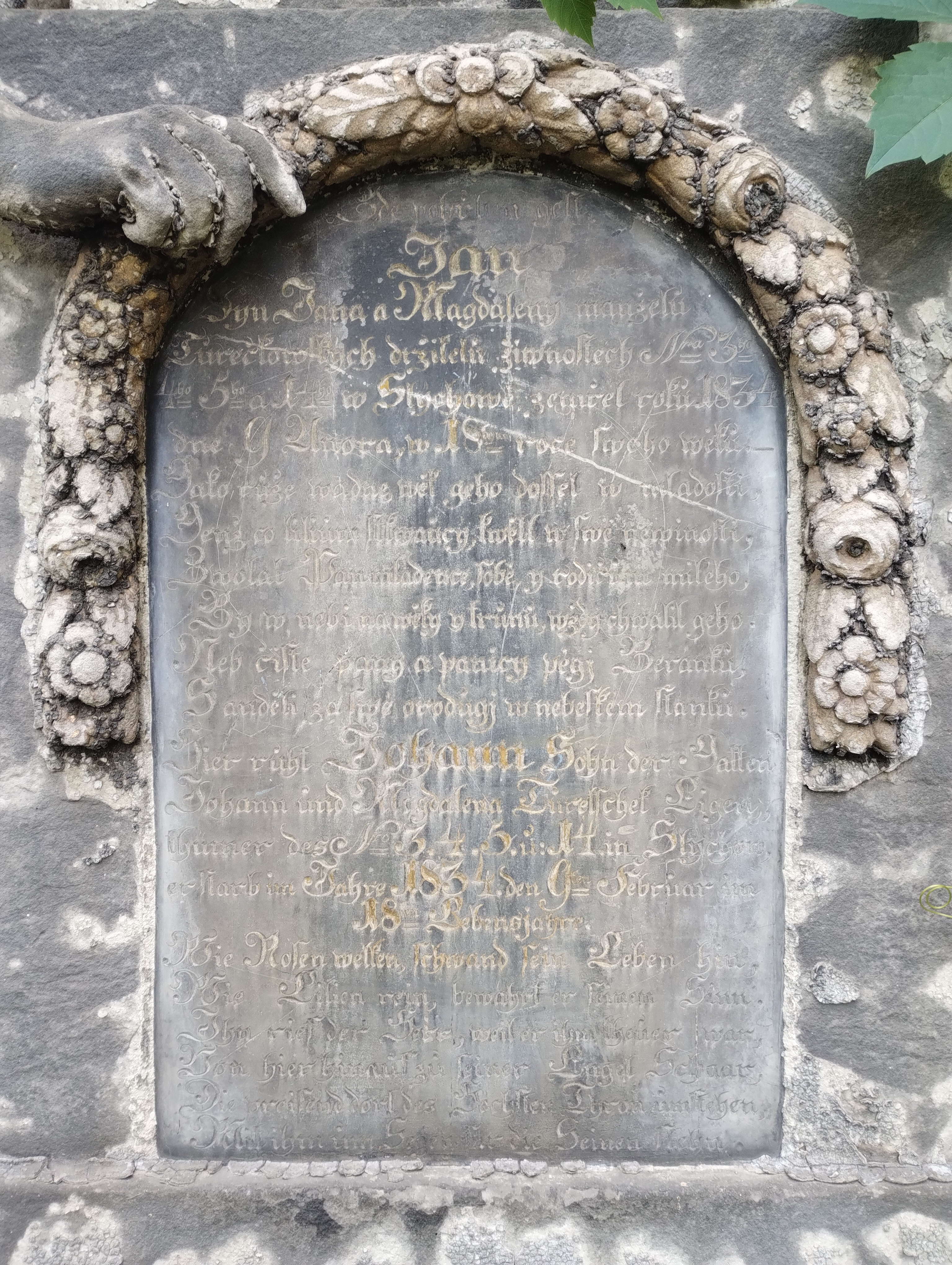
Nápis na náhrobku Turečkowských
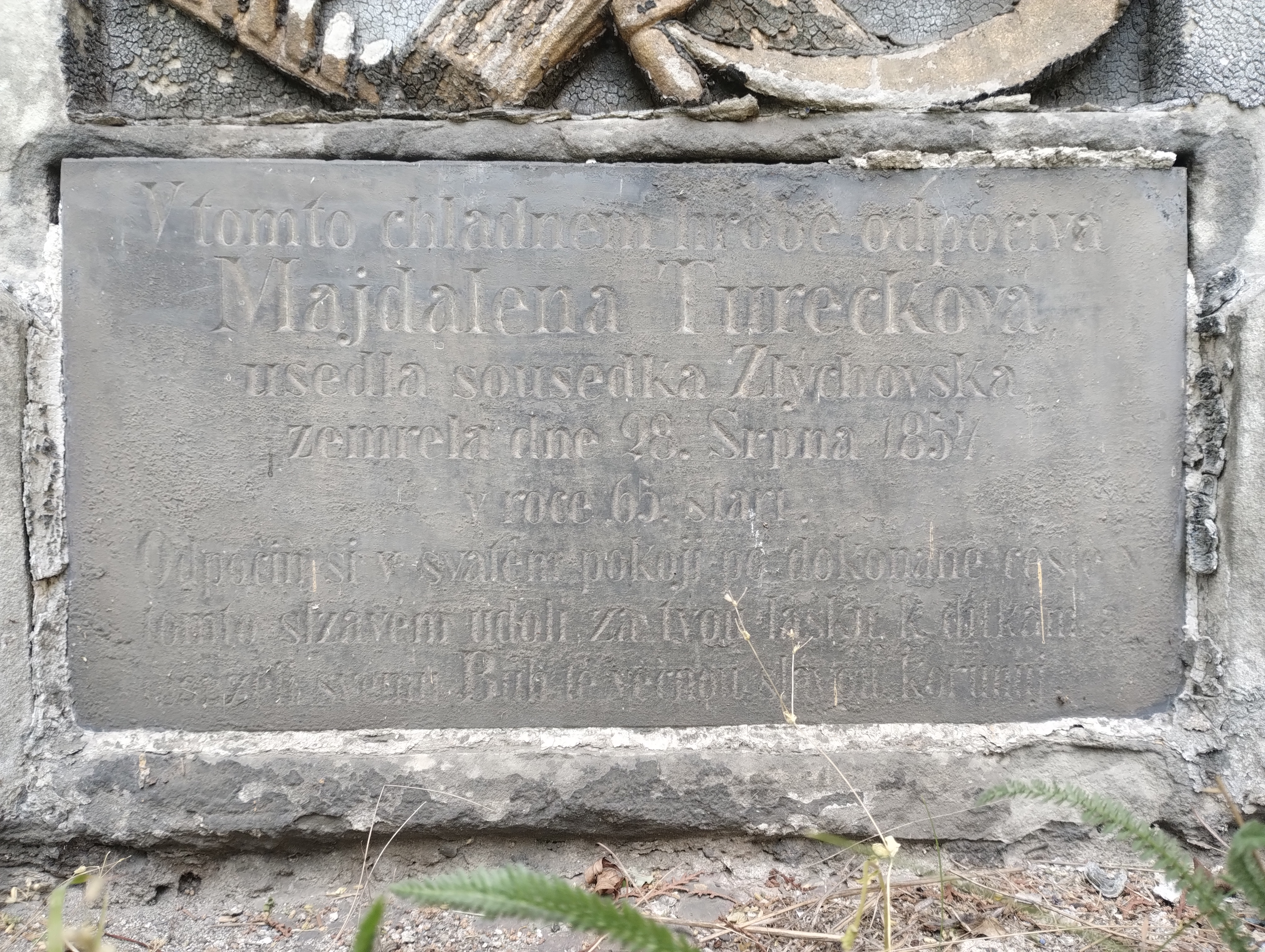
Nápis na náhrobku Turečkowských
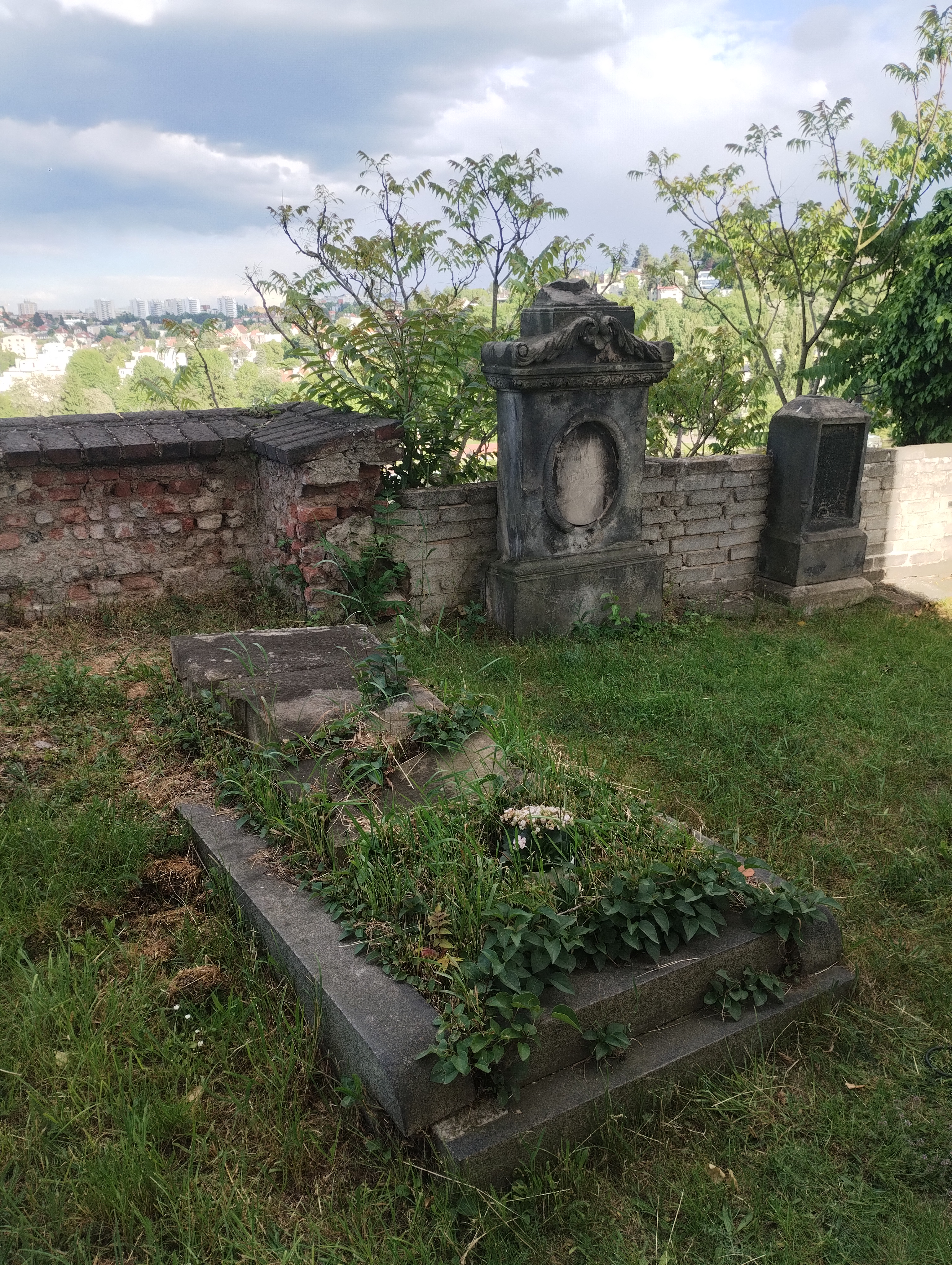
Náhrobky u zdi nad Vltavou blízko kostela
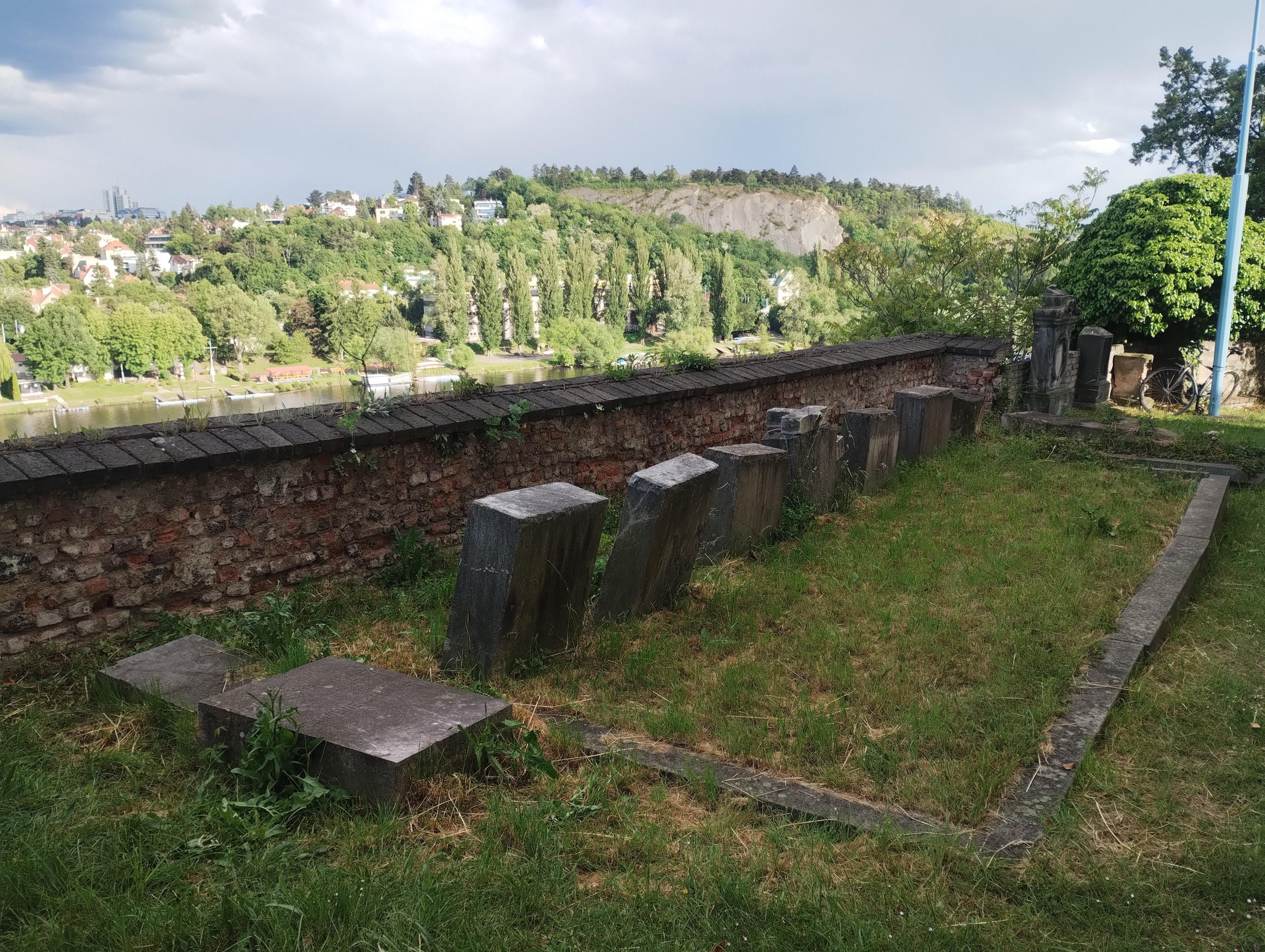
Náhrobky u zdi nad Vltavou blízko kostela
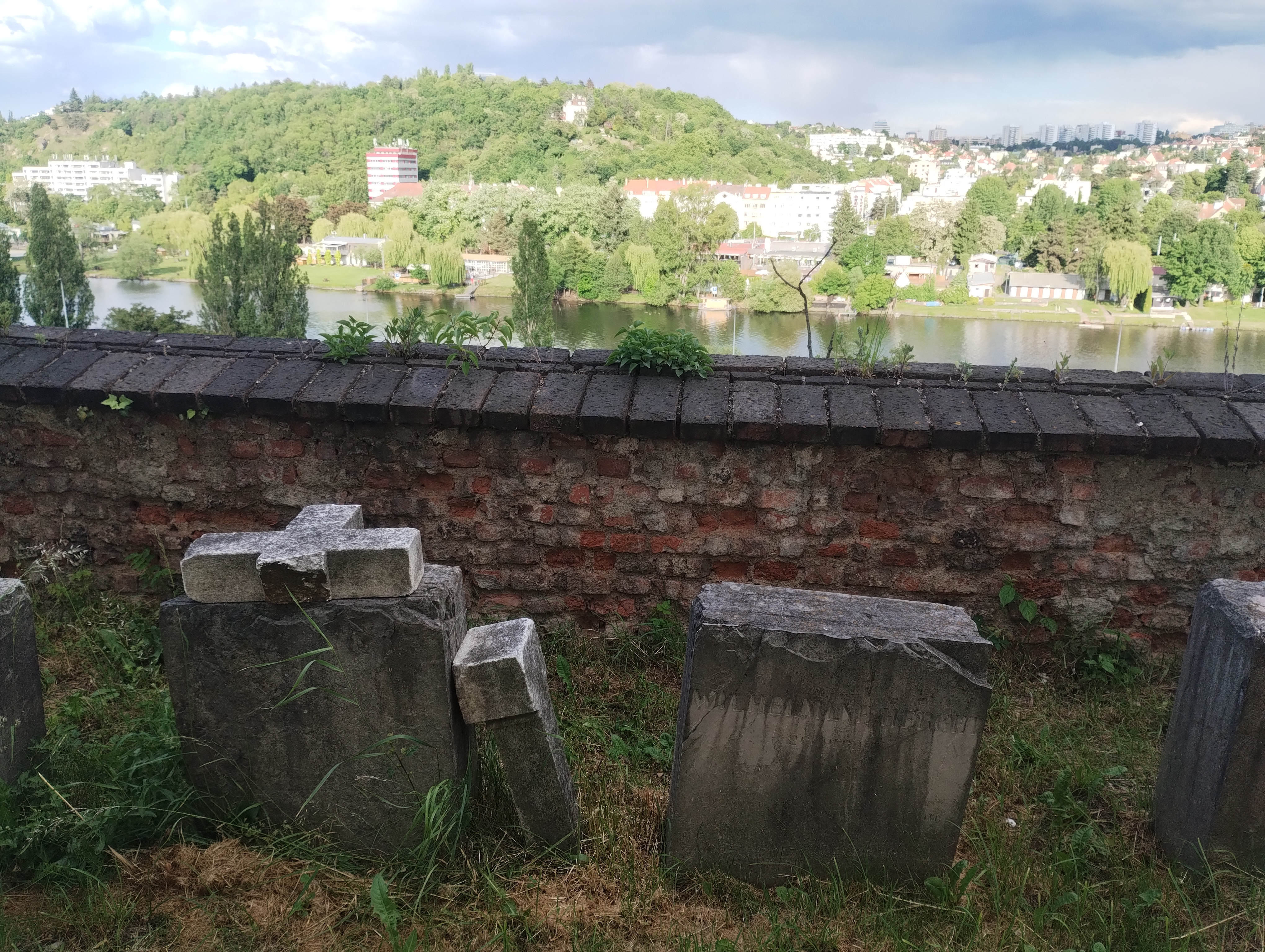
Náhrobky u zdi nad Vltavou blízko kostela
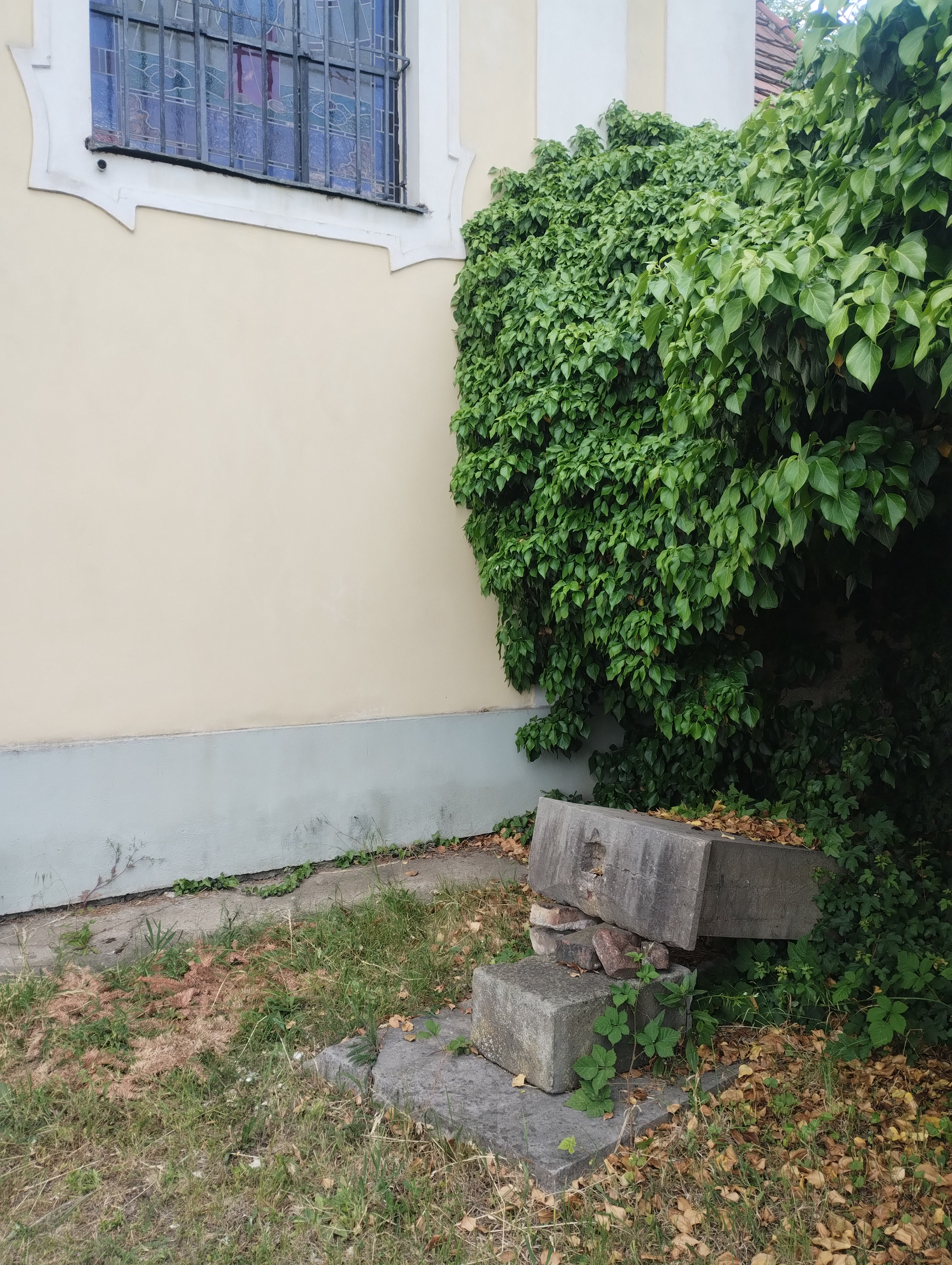
Náhrobek u zdi kostela
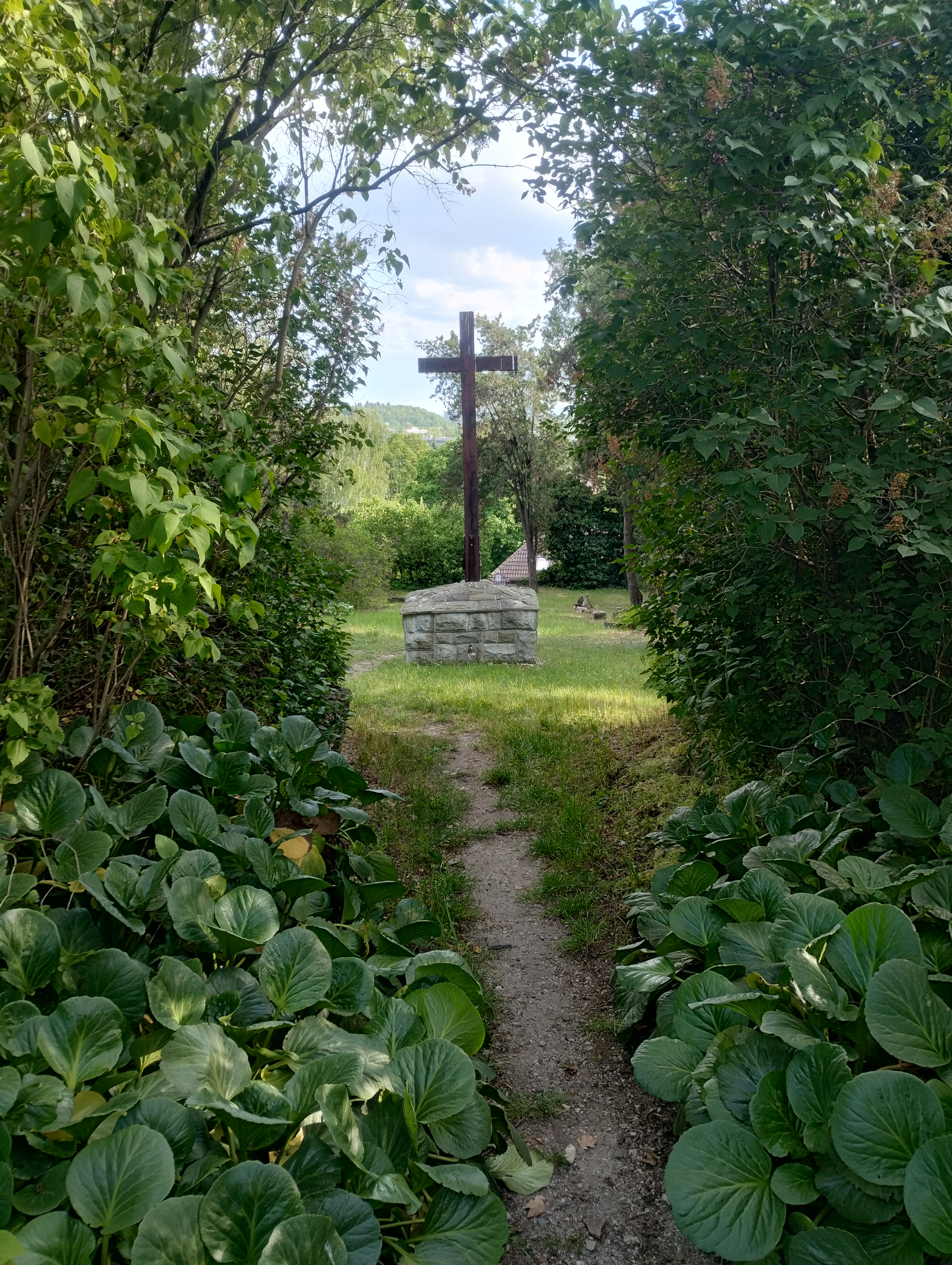
Průchod v rozdělovací zdi s pohledem na kříž
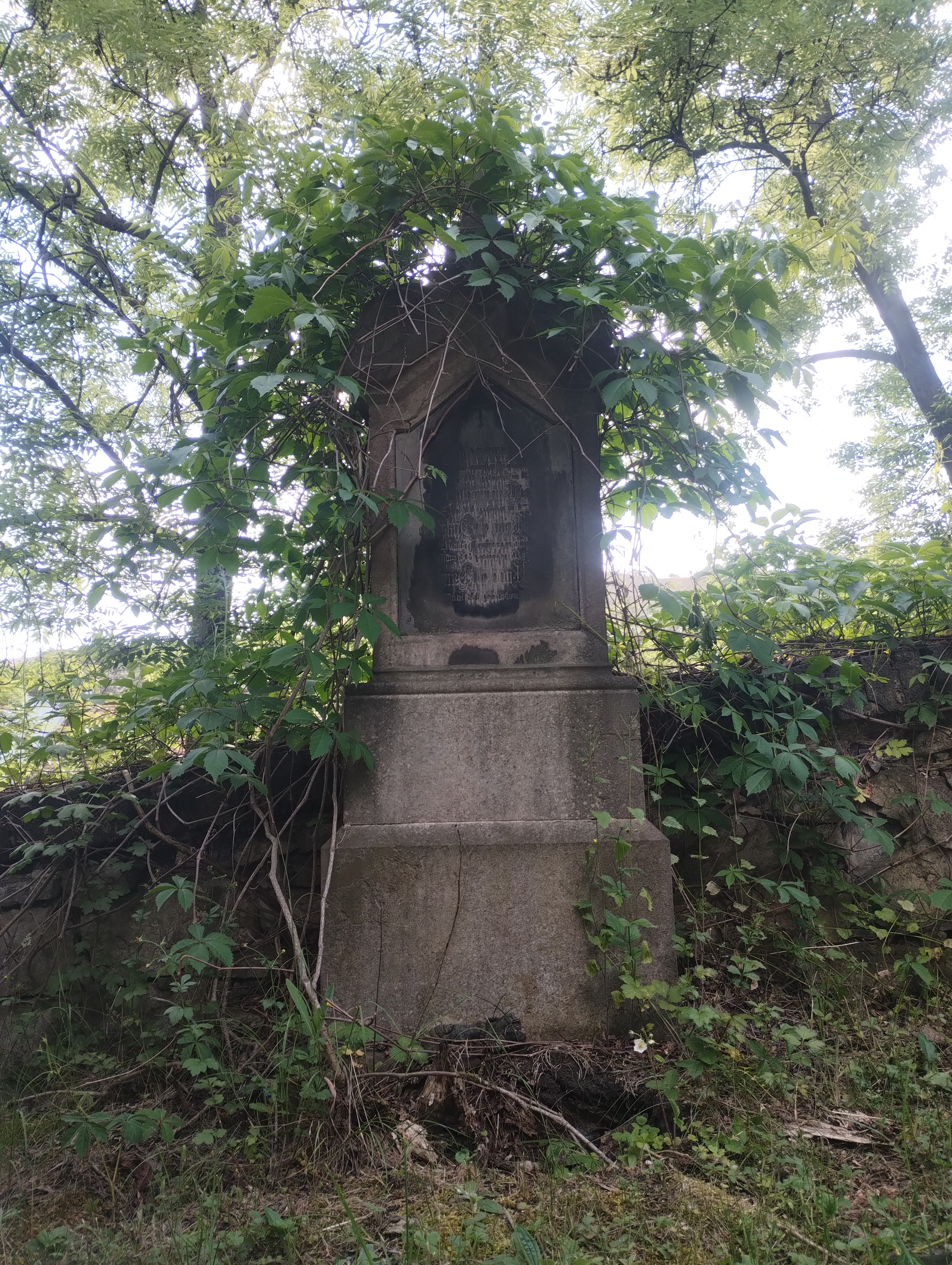
Náhrobek ve spodní části u rozdělovací zdi
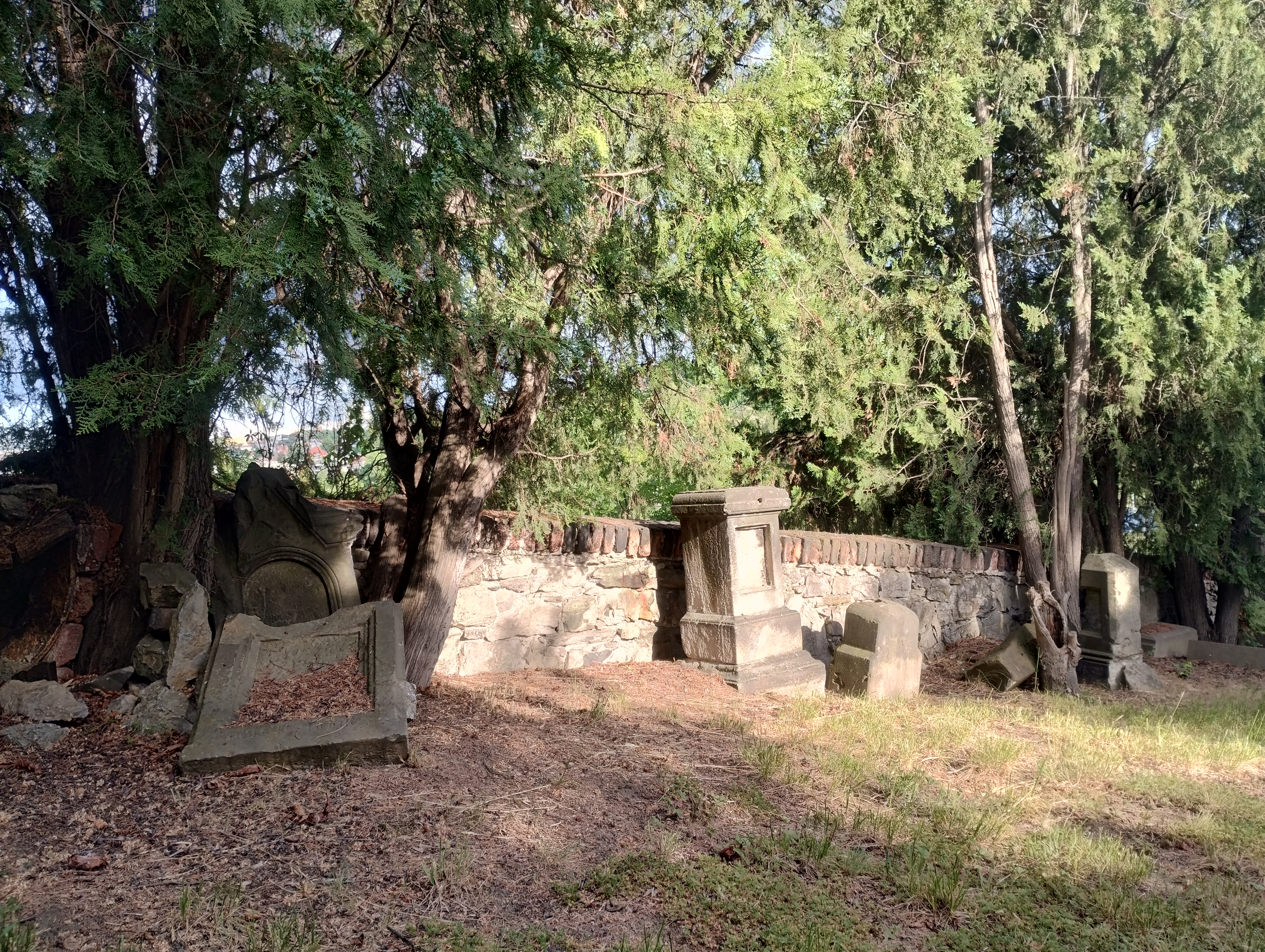
Náhrobky ve spodní části u zdi nad Vltavou
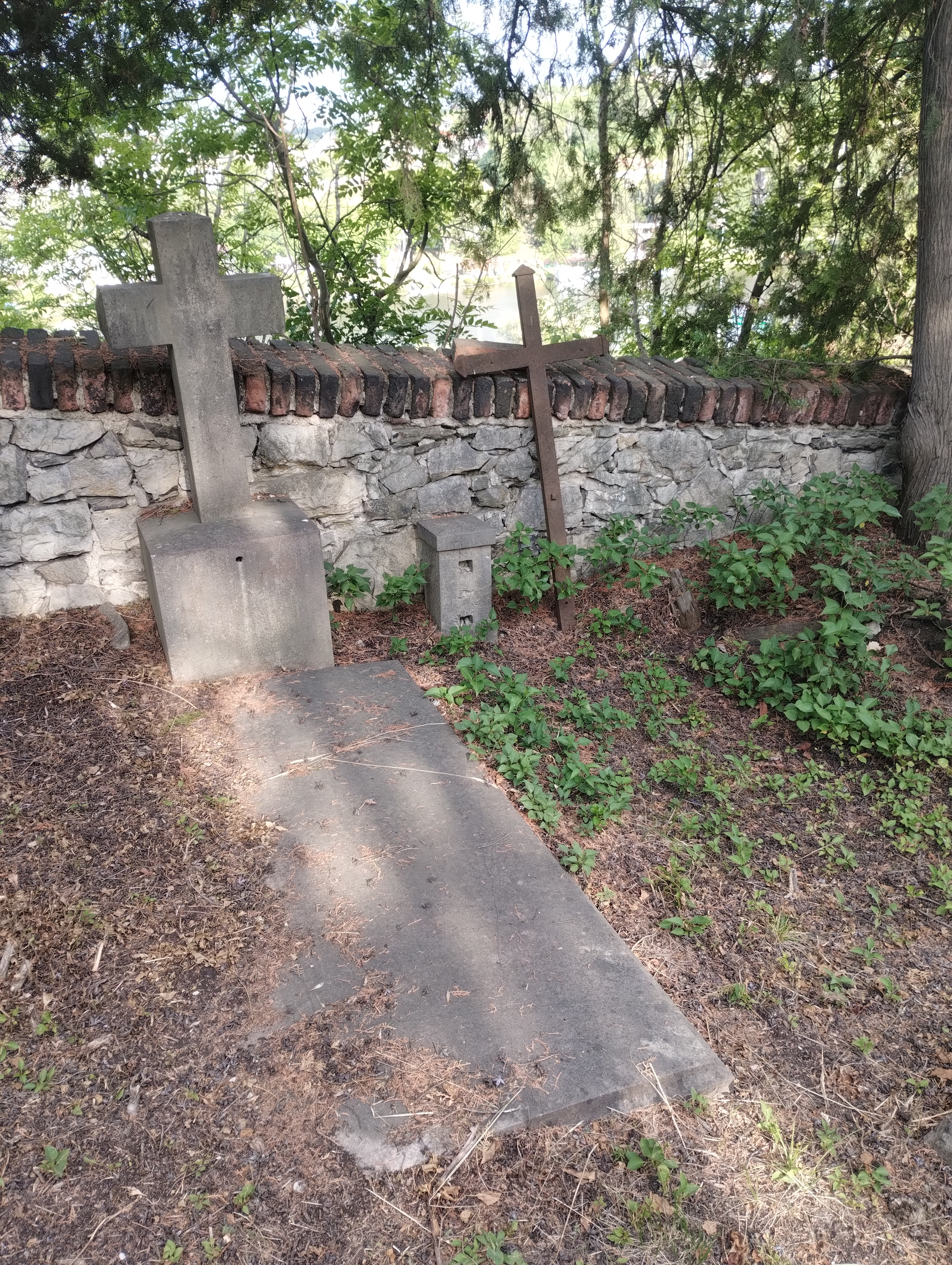
Náhrobky ve spodní části u zdi nad Vltavou
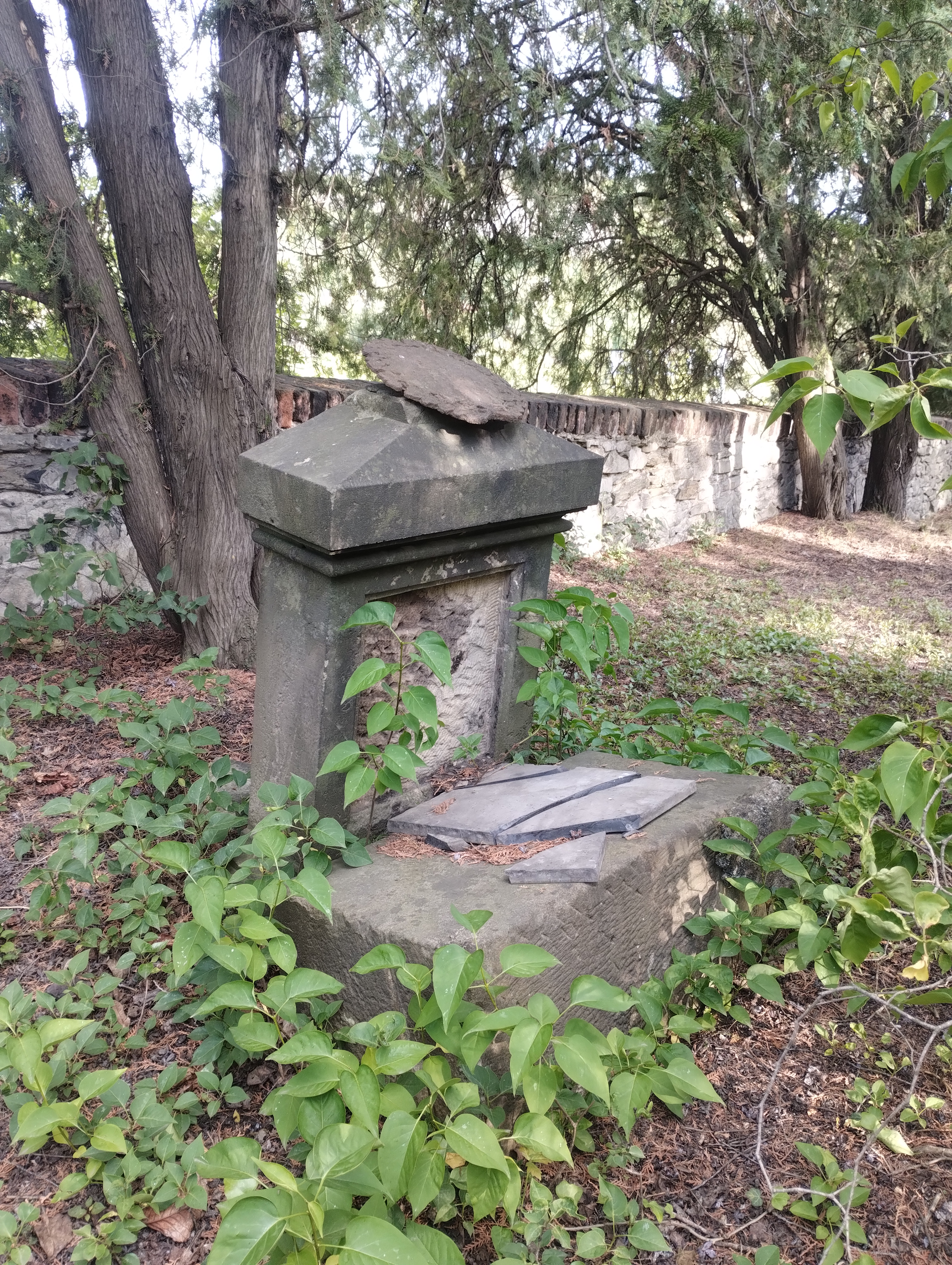
Náhrobek ve spodní části u zdi nad Vltavou
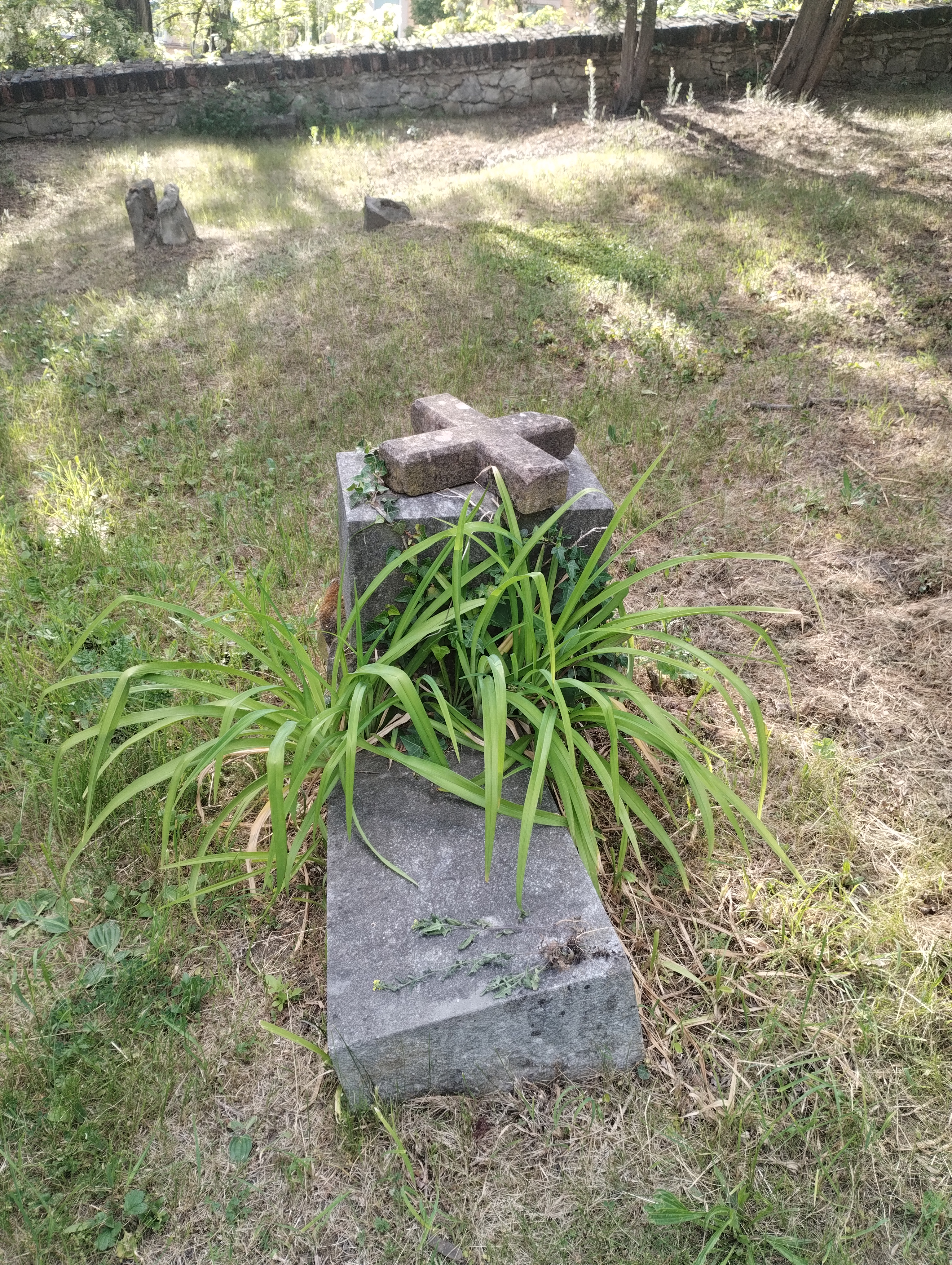
Náhrobek ve spodní části